# 1938 год в музыке

## События
- 16 января

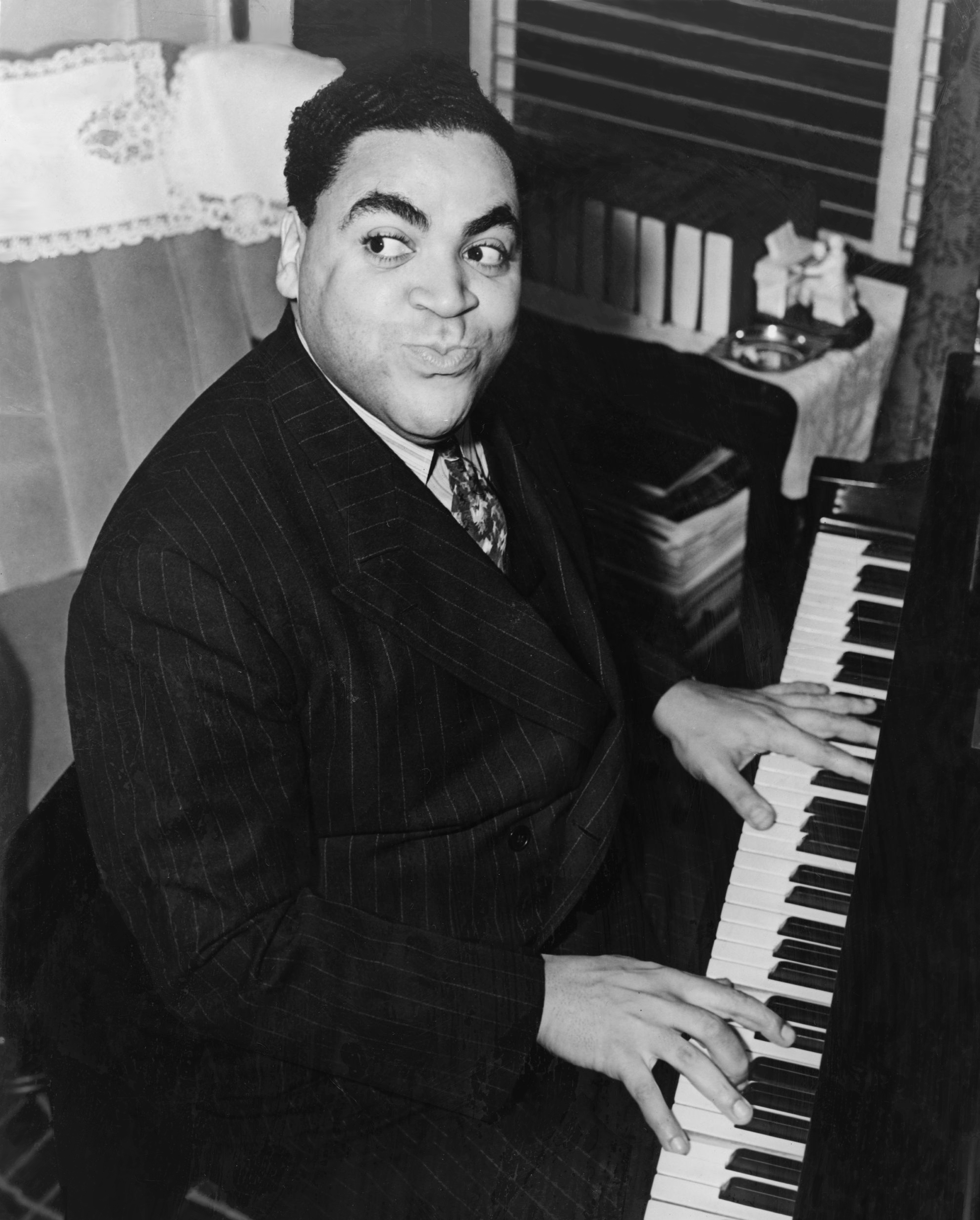
Композитор и джазовый пианист Фэтс Уоллер в 1938 году

  - Бенни Гудмен дал первый джазовый концерт в Карнеги-холле.
  - В Базеле состоялась премьера «Сонаты для двух фортепиано и ударных» Белы Бартока.
  - Первая запись Девятой симфонии Малера на концерте Венского филармонического оркестра под управлением Бруно Вальтера в концертном зале Музикферайне, в котором те же дирижёр и оркестр представили её премьеру 26 лет тому назад.
- 12 мая — В Базеле состоялась премьера оратории Артюра Онеггера «Жанна д’Арк на костре» с Идой Рубинштейн в роли Жанны.
- 22 сентября — Премьера «Струнного квартета» Антона Веберна в Питтсфилде (штат Массачусетс).
- 30 сентября — Прощание со сценой Феликса Майоля.
- 5 ноября — Премьера «Адажио для струнного оркестра» Сэмюэля Барбера.
- Композитор Ральф Воан-Уильямс завязал роман с Урсулой Вуд.
- Начало карьеры Роя Экаффа, Розетты Тарп, Пита Сигера, Роберта Локвуда-младшего.
- Запись воспоминаний Джелли Ролла Мортона для архива Библиотеки Конгресса США по приглашению куратора отдела американской народной музыки Алана Ломакса.
- Знакомство Фреда Бускальоне и Лео Кьоссо.

## Вышедшие альбомы
- Арти Шоу — Begin The Beguine
- Бенни Гудмен — From Spirituals To Swing
- Луи Армстронг — I Got Rhythm
- Луи Армстронг — On The Sunny Side Of The Street
- Сидней Беше — Superb Sidney

## Классическая музыка
- Абсиль, Жан — Концерт для фортепиано с оркестром № 1
- Буш, Алан — Концерт для фортепиано, соч. 18, с баритоном и мужским хором в последней части
- Вайнер, Лео — Дивертисмент для струнного оркестра № 2
- Иванов, Янис — Симфония № 3 фа минор
- Копленд, Аарон — Billy the Kid
- Мартен, Франк — Sonata da chiesa
- Орф, Карл — Carmina Burana
- Пистон, Уолтер — Симфония № 1
- Ревуэльтас, Сильвестре — «Сенсемайя: Песня для заклинания змей»
- Тох, Эрнст — «Кантата горьких трав»
- Харрис, Рой — Симфония № 3
- Харти, Хамильтон — «Дети Лира»
- Хауэлс, Герберт — Hymnus Paradisi
- Шостакович, Дмитрий — Струнный квартет № 1 до мажор, соч. 49
- Эйслер, Ханс — Roman Cantata

## Опера
- Пол Боулз — Denmark Vesey
- Пауль Хиндемит — «Художник Матис»
- Дмитрий Кабалевский — «Кола Брюньон»
- Иеронимас Качинскас — «Нонет»
- Эрнст Кшенек — «Карл V»
- Дуглас Стюарт Мур — «Дьявол и Дэниэл Уэбстер»

## Родились

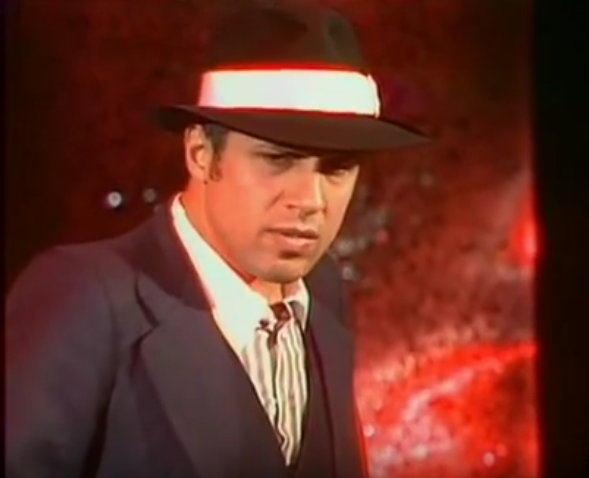
Адриано Челентано

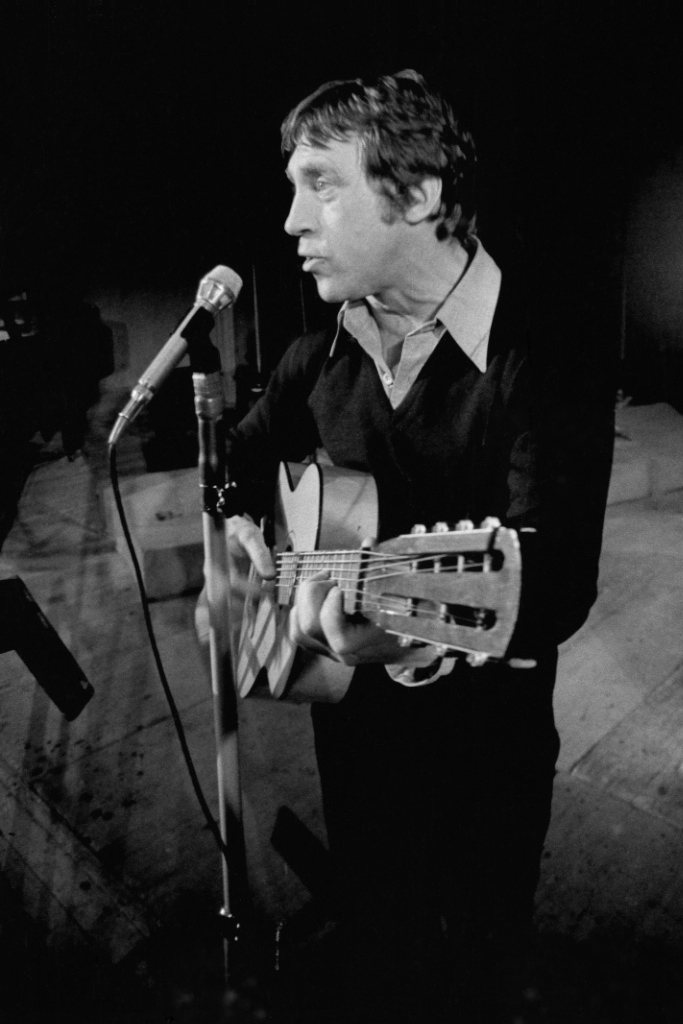
Владимир Высоцкий

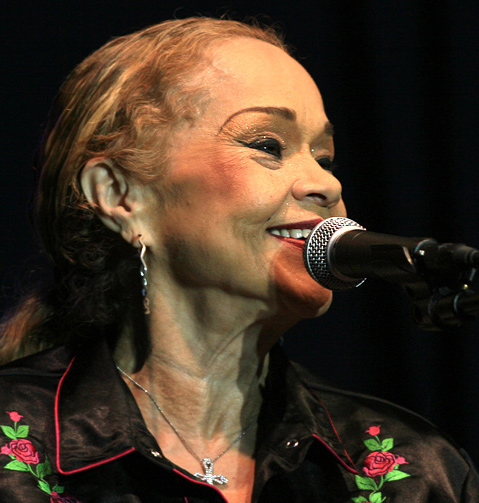
Этта Джеймс

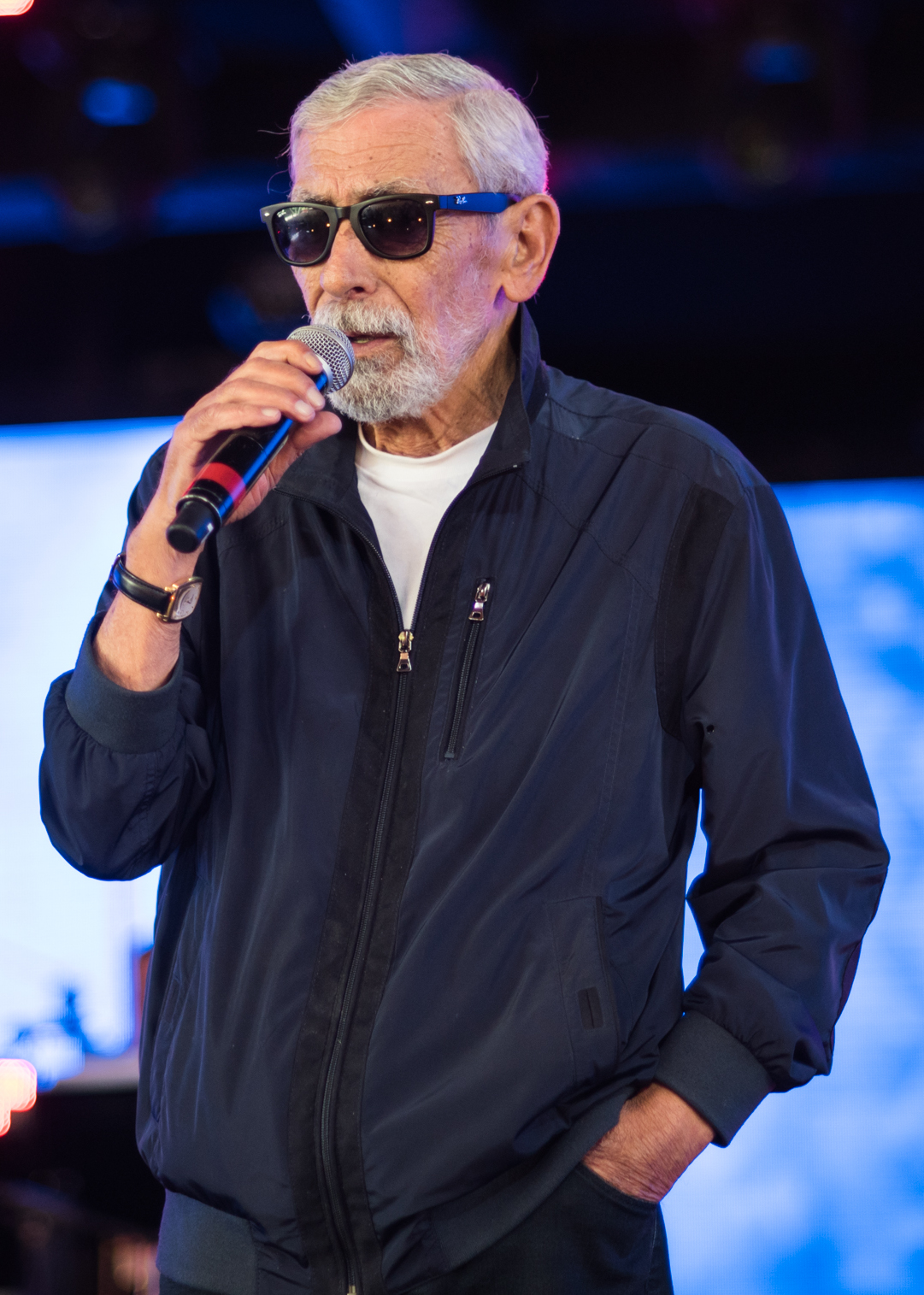
Вахтанг Кикабидзе

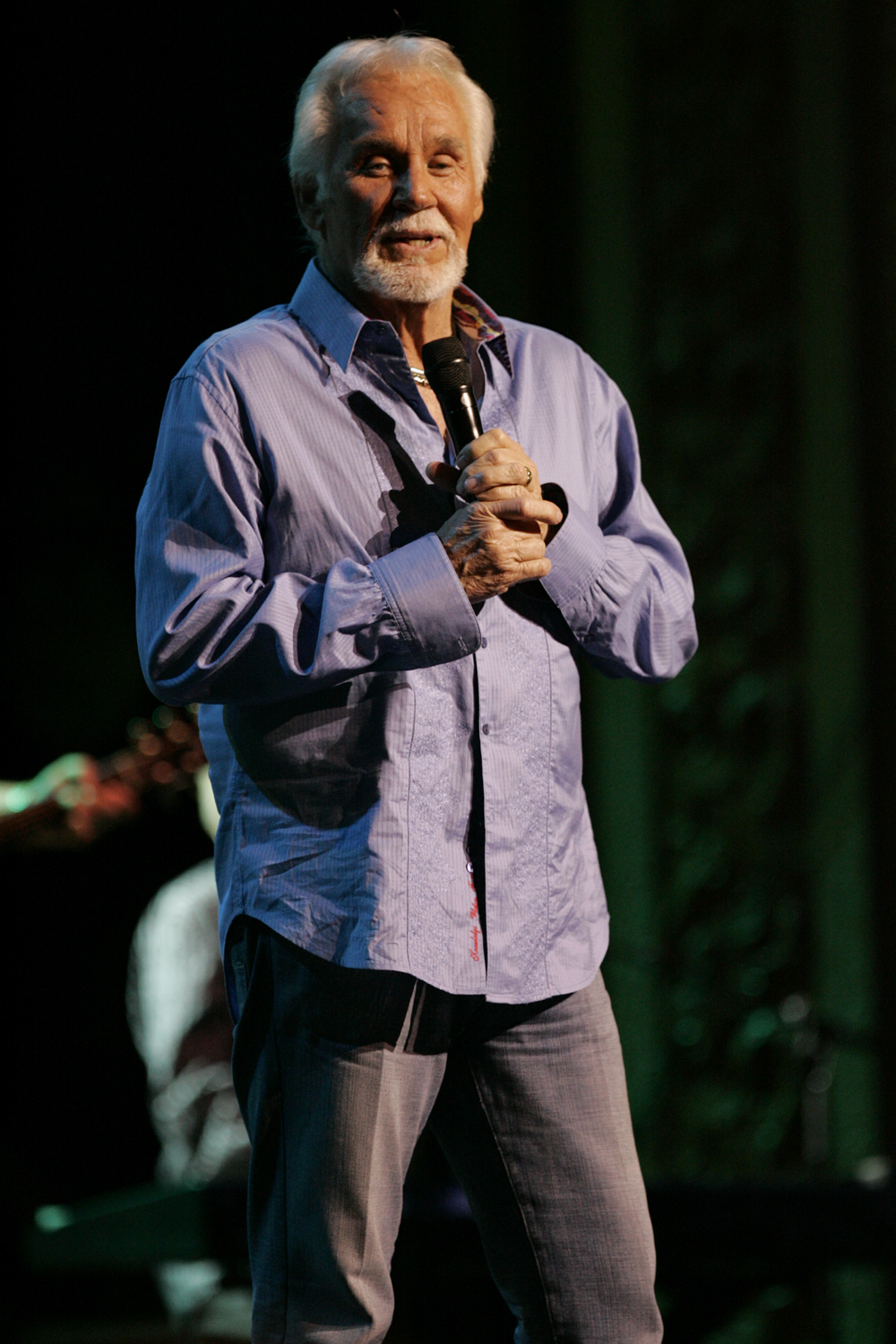
Кенни Роджерс

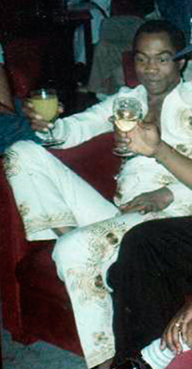
Фела Кути

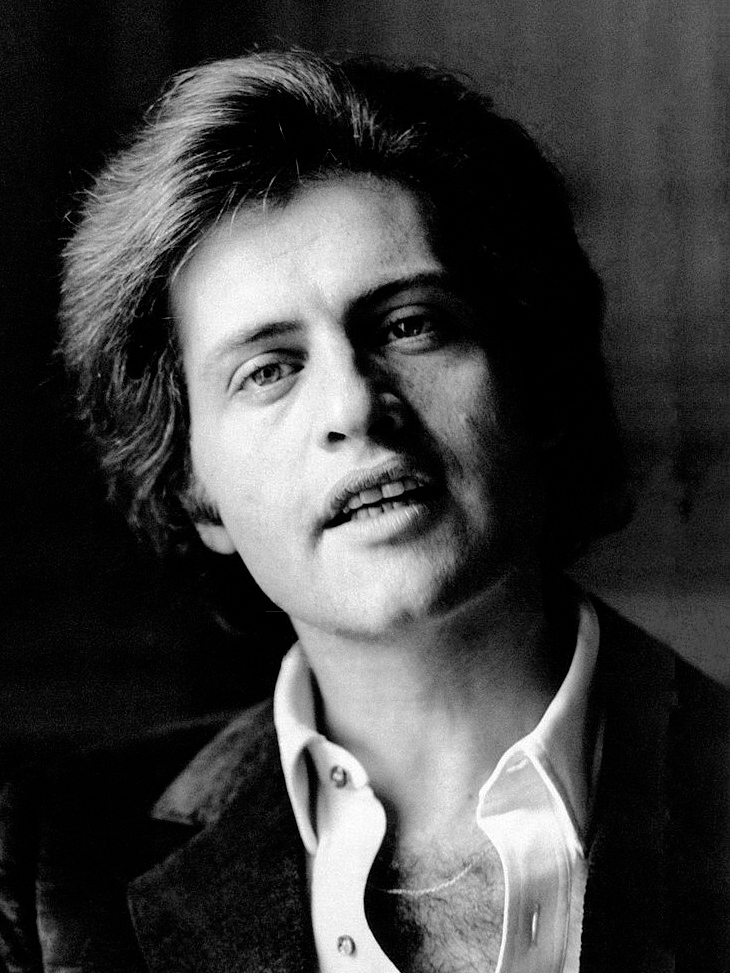
Джо Дассен

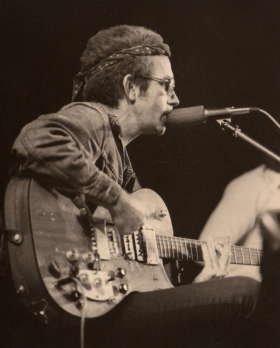
Джей Джей Кейл

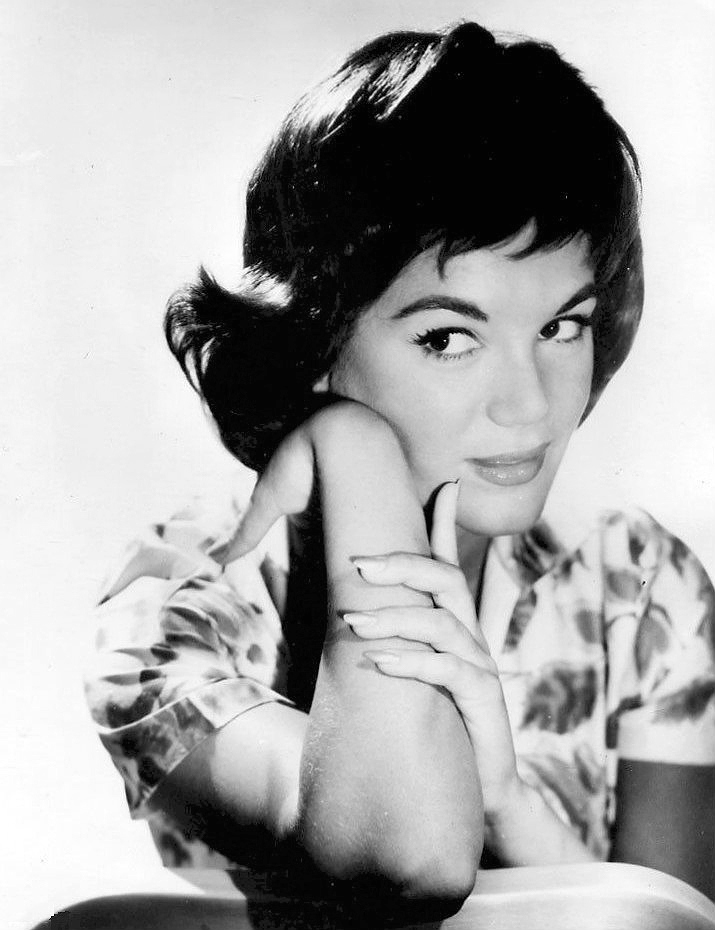
Конни Фрэнсис

### Январь
- 6 января — Адриано Челентано — итальянский музыкант, киноактёр, эстрадный певец, кинорежиссёр, композитор, общественный деятель и телеведущий
- 8 января — Евгений Нестеренко (ум. 2021) — советский и российский оперный певец (бас) и педагог
- 10 января — Бутч Мур (ум. 2001) — ирландский певец
- 13 января
  - Дэвид Аллен (ум. 2015) — австралийский певец, музыкант и композитор, основатель, вокалист и гитарист групп Soft Machine и Gong
  - Ришар Антони (ум. 2015) — французский певец
  - Шивкумар Шарма (ум. 2022) — индийский композитор и сантурист
- 14 января
  - Джек Джонс[англ.] — американский джазовый и поп-певец и актёр
  - Алан Туссен (ум. 2015) — американский композитор, пианист и музыкальный продюсер
- 18 января — Виктор Салин (ум. 2016) — советский и российский дирижёр и музыкальный педагог
- 21 января — Вулфмен Джек[англ.] (ум. 1995) — американский диск-жокей
- 24 января — Йорам Тахарлев (ум. 2022) — израильский поэт-песенник
- 25 января
  - Владимир Высоцкий (ум. 1980) — советский поэт, актёр и автор-исполнитель песен
  - Этта Джеймс (ум. 2012) — американская блюзовая певица
- 27 января — Ландо Фьорини (ум. 2017) — итальянский актёр и певец
- 29 января — Кямиль Джалилов (ум. 2022) — советский и азербайджанский гобоист
- 30 января — Станислав Горковенко (ум. 2018) — советский и российский дирижёр и композитор

### Февраль
- 1 февраля
  - Зинаида Игнатьева (ум. 2022) — советская и российская пианистка и музыкальный педагог
  - Василий Царгуш (ум. 2021) — советский и абхазский композитор, этнограф, музыкальный педагог и музыковед
- 3 февраля — Тони Маршалл (ум. 2023) — немецкий певец
- 7 февраля — Марк Гурман (ум. 2020) — советский и латвийский хореограф и артист балета
- 9 февраля — Игорь Гранов (ум. 2021) — советский и российский музыкант, композитор и продюсер, создатель и руководитель ВИА «Голубые гитары»
- 11 февраля — Бобби Пикэтт (ум. 2007) — американский певец и комедиант
- 13 февраля — Кармела Коррен (ум. 2022) — израильская и австрийская певица и актриса
- 14 февраля — Александр Зелкин (ум. 2022) — французский певец
- 16 февраля — Джон Корильяно — американский композитор и педагог
- 19 февраля — Рика Зарай (ум. 2020) — израильская и французская певица
- 22 февраля
  - Барри Деннен (ум. 2017) — американский певец и актёр
  - Бобби Хендрикс[англ.] (ум. 2022) — американский певец, вокалист группы The Drifters
- 27 февраля — Джейк Тэкрей (ум. 2002) — британский певец и автор песен

### Март
- 2 марта
  - Лоуренс Пэйтон (ум. 1997) — американский певец, вокалист группы The Four Tops
  - Саймон Эстес[англ.] — американский оперный певец (бас-баритон)
- 3 марта — Дуглас Лиди[англ.] (ум. 2015) — американский композитор и педагог
- 9 марта — Лилль-Бабс (ум. 2018) — шведская певица, актриса и телеведущая
- 10 марта — Александр Алексеев (ум. 2020) — советский и российский дирижёр
- 12 марта — Димитриc Терзакис[нем.] — греческий и немецкий композитор
- 13 марта
  - Жан-Клод Риссе (ум. 2016) — французский акустик и композитор
  - Эрма Франклин (ум. 2002) — американская певица
  - Ханс-Йоахим Хеспос[нем.] (ум. 2022) — немецкий композитор
- 14 марта — Тадеуш Росс (ум. 2021) — польский актёр, сатирик, певец, автор песен, сценарист и политик
- 17 марта — Зола Тейлор[англ.] (ум. 2007) — американская певица, вокалистка группы The Platters
- 24 марта — Хольгер Шукай (ум. 2017) — немецкий музыкант, сооснователь и бас-гитарист группы Can
- 25 марта — Хойт Экстон[англ.] (ум. 1999) — американский фолк-певец, гитарист, автор песен и актёр
- 31 марта — Фрэнк Барсалона[англ.] (ум. 2012) — американский агент по поиску талантов

### Апрель
- 2 апреля — Букер Литл (ум. 1961) — американский джазовый трубач и композитор
- 3 апреля — Джефф Барри — американский автор песен, певец и продюсер
- 4 апреля — Деклан Маллиган[англ.] (ум. 2021) — ирландский певец, музыкант и автор песен, гитарист группы The Beau Brummels
- 7 апреля
  - Анатолий Горохов (ум. 2023) — советский и российский эстрадный певец и поэт-песенник
  - Спенсер Драйден[англ.] (ум. 2005) — американский музыкант, барабанщик группы Jefferson Airplane
  - Фредди Хаббард (ум. 2008) — американский джазовый трубач
- 11 апреля — Курт Молль (ум. 2017) — немецкий оперный певец (бас-профундо)
- 13 апреля — Фредерик Ржевски (ум. 2021) — американский композитор и пианист
- 19 апреля — Джонатан Туник[англ.] — американский дирижёр и композитор
- 22 апреля — Зинаида Диденко (ум. 2018) — советская и российская оперная певица
- 26 апреля — Дуэйн Эдди — американский гитарист
- 29 апреля — Билли Дэвис[англ.] — американский музыкант, певец и автор песен, вокалист и гитарист группы The Midnighters

### Май
- 3 мая — Линдси Кемп (ум. 2018) — британский танцор, актёр, педагог, артист-мим и хореограф
- 4 мая — Тайрон Дэвис[англ.] (ум. 2005) — американский блюзовый певец
- 5 мая — Юрий Ищенко (ум. 2021) — советский и украинский композитор и музыкальный педагог
- 10 мая
  - Генри Фамбро[англ.] (ум. 2024) — американский певец, вокалист группы The Spinners
  - Максим Шостакович ― советский, американский и российский дирижёр и пианист
- 12 мая — Светлана Адырхаева (ум. 2023) — советская и российская балерина, балетмейстер и балетный педагог
- 13 мая — Люсиль Старр (ум. 2020) — канадская кантри-певица и музыкант
- 14 мая — Альберт Гофман (ум. 2018) — советский и российский флейтист и музыкальный педагог
- 21 мая — Павел Герджиков (ум. 2023) — болгарский оперный певец, режиссёр и музыкальный педагог
- 24 мая
  - Принц Бастер (ум. 2016) — ямайский певец и автор песен
  - Томми Чонг — канадский и американский актёр и музыкант, участник дуэта «Чич и Чонг»
- 26 мая
  - Яки Либецайт (ум. 2017) — немецкий музыкант и композитор, один из основателей и барабанщик группы Can
  - Тереза Стратас — канадская оперная певица (лирическое сопрано)
- 27 мая — Анита Вуд (ум. 2023) — американская певица и актриса
- 28 мая
  - Юрий Буцко (ум. 2015) — советский и российский композитор
  - Эккехард Влашиха (ум. 2019) — немецкий оперный певец (баритон)

### Июнь
- 1 июня — Геннадий Ляшенко (ум. 2017) — советский и украинский композитор, музыкальный педагог и музыковед
- 8 июня — Роджер Бобо (ум. 2023) ― американский тубист
- 9 июня — Чарльз Вуоринен (ум. 2020) — американский композитор
- 13 июня — Гвин Хауэлл[англ.] — валлийский оперный певец (бас)
- 14 июня — Владимир Глейхман (ум. 2018) — советский и российский дирижёр и музыкальный педагог
- 15 июня — Жан-Клод Элой[фр.] — французский композитор
- 18 июня — Дон Харрис (ум. 1999) — американский скрипач и гитарист
- 20 июня — Микки Мост[англ.] (ум. 2003) — британский музыкальный продюсер
- 22 июня — Игорь Лифановский (ум. 2002) — советский и российский валторнист и музыкальный педагог
- 27 июня — Бобби Беннетт[англ.] (ум. 2013) — американский певец, автор песен, хореограф и музыкант, вокалист группы The Famous Flames
- 30 июня — Аллин Власенко (ум. 2021) — советский и украинский дирижёр и музыкальный педагог

### Июль
- 1 июля — Харипрасад Чаурасия — индийский бансурист
- 4 июля — Билл Уизерс (ум. 2020) — американский певец, музыкант и автор песен
- 7 июля — Лидия Захаренко (ум. 2021) — советская и российская оперная певица (сопрано)
- 8 июля — Владимир Урбанович (ум. 2023) — советский и российский оперный певец (баритон) и музыкальный педагог
- 13 июля
  - Карл Йохан Де Геер[швед.] — шведский художник, писатель и музыкант
  - Мирослав Скорик (ум. 2020) — советский и украинский композитор и музыковед
- 18 июля
  - Леонид Духовный (ум. 2022) — советский и американский поэт, музыкант, бард и композитор
  - Хусейн Мухтаров (ум. 2001) — советский и киргизский оперный певец (бас)
  - Иэн Стюарт (ум. 1985) — шотландский музыкант, основатель и клавишник группы The Rolling Stones
- 19 июля — Вахтанг Кикабидзе (ум. 2023) — советский и грузинский певец, автор песен и актёр
- 24 июля — Эдуард Лабковский (ум. 2023) — советский и российский оперный и эстрадный певец (баритон)
- 28 июля
  - Арсен Дедич (ум. 2015) — югославский и хорватский певец, музыкант и автор песен
  - Джордж Каммингс[англ.] — американский музыкант и автор песен, гитарист группы Dr. Hook & the Medicine Show

### Август
- 6 августа — Игорь Лученок (ум. 2018) — советский и белорусский композитор и музыкальный педагог
- 8 августа — Жак Этю[англ.] (ум. 2010) — канадский композитор и педагог
- 13 августа — Дэйв Кортес[англ.] — американский органист и пианист
- 18 августа — Вадим Мулерман (ум. 2018) — советский, американский и украинский эстрадный певец
- 21 августа — Кенни Роджерс (ум. 2020) — американский кантри-певец и музыкант
- 22 августа — Анатолий Молотай (ум. 2022) — советский и украинский дирижёр и музыкальный педагог
- 23 августа — Роджер Гринуэй[англ.] — британский автор песен и продюсер
- 24 августа
  - Мэйсон Уильямс[англ.] — американский гитарист, певец и композитор
  - Дэвид Фрайберг[англ.] — американский певец, музыкант и автор песен, вокалист, клавишник и гитарист групп Quicksilver Messenger Service, Jefferson Airplane и Jefferson Starship
- 26 августа — Джет Блэк (ум. 2022) — британский рок-музыкант, барабанщик группы The Stranglers

### Сентябрь
- 3 сентября — Ларри Гроссман[англ.] — американский композитор
- 5 сентября — Пётр Лашер (ум. 2018) — польский и бельгийский композитор, пианист и музыкальный педагог
- 6 сентября — Джоан Тауэр[англ.] — американская пианистка, композитор и дирижёр
- 8 сентября — Рейнберт де Леу (ум. 2020) — нидерландский дирижёр, пианист, композитор и музыкальный педагог
- 13 сентября — Булат Аюханов (ум. 2022) — советский и казахский артист балета, балетмейстер и балетный педагог
- 19 сентября — Зыгмунт Краузе — польский пианист и композитор
- 21 сентября
  - Атли Хеймир Свейнссон[англ.] (ум. 2019) — исландский композитор
  - Юдзи Такахаси[англ.] — японский композитор, пианист и дирижёр
- 22 сентября — Дин Рид (ум. 1986) — американский актёр и певец
- 24 сентября — Стив Дуглас[англ.] (ум. 1993) — американский саксофонист и флейтист
- 25 сентября
  - Артур Жилкин (ум. 2017) — советский и российский оперный певец (лирический тенор)
  - Джонни Ребел (ум. 2016) — американский кантри-певец, гитарист и автор песен
- 28 сентября — Бен Кинг (ум. 2015) — американский певец, вокалист группы The Drifters
- 29 сентября — Дон Бэтти[англ.] (ум. 2016) — австралийский композитор, сценарист и телепродюсер

### Октябрь
- 3 октября — Эдди Кокран (ум. 1960) — американский певец, гитарист и композитор
- 12 октября — Нида Фазли (ум. 2016) — индийский поэт и автор песен
- 13 октября — Энцо Дара (ум. 2017) — итальянский оперный певец (бас-буффо)
- 15 октября
  - Марв Джонсон[англ.] (ум. 1993) — американский певец, пианист и автор песен
  - Фела Кути (ум. 1997) — нигерийский мультиинструменталист и композитор, один из основателей жанра афробит
- 16 октября — Нико (ум. 1988) — немецкая певица, композитор, автор песен, поэтесса, фотомодель и актриса
- 18 октября — Ронни Брайт[англ.] (ум. 2015) — американский певец
- 20 октября — Георгий Фиртич (ум. 2016) — советский и российский композитор и джазовый пианист
- 25 октября — Сергей Зубковский (ум. 2021) — советский и российский композитор и пианист
- 29 октября — Рена Эфендиева (ум. 2022) — советская и российская пианистка и музыкальный педагог

### Ноябрь
- 1 ноября — Джей Блэк[англ.] (ум. 2021) — американский певец, вокалист группы Jay & the Americans
- 2 ноября — Ирина Бочкова (ум. 2020) — советская и российская скрипачка и музыкальный педагог
- 3 ноября — Терренс Макнелли (ум. 2020) — американский драматург, либреттист и сценарист
- 5 ноября — Джо Дассен (ум. 1980) — французский певец, композитор и музыкант американского происхождения
- 6 ноября — Пи Джей Проби — американский певец, музыкант, автор песен и актёр
- 7 ноября — Ди Кларк (ум. 1990) — американский певец
- 9 ноября — Владимир Коваленко (ум. 2020) — советский и российский дирижёр и музыкальный педагог
- 11 ноября
  - Фадхили Уильям[англ.] (ум. 2001) — кенийский музыкант и композитор
  - Нарвел Фелтс[англ.] — американский кантри- и рокабилли-певец
- 12 ноября
  - Терри Джонсон[англ.] — американский певец, автор песен и музыкальный продюсер, вокалист группы The Flamingos
  - Морт Шуман (ум. 1991) — американский певец, пианист и автор песен
- 16 ноября — Трой Силс[англ.] — американский певец, гитарист и автор песен
- 17 ноября — Гордон Лайтфут (ум. 2023) — канадский певец, музыкант и автор песен
- 19 ноября
  - Хэнк Медресс[англ.] (ум. 2007) — американский певец и продюсер
  - Уоррен Мур[англ.] (ум. 2017) — американский певец, автор песен и продюсер, вокалист группы The Miracles

### Декабрь
- 1 декабря — Сэнди Нельсон[англ.] (ум. 2022) — американский барабанщик
- 5 декабря — Джей Джей Кейл (ум. 2013) — американский певец, гитарист и автор песен
- 8 декабря — Берни Краузе[англ.] — американский музыкант и биоакустик
- 9 декабря — Уильям Томас Маккинли[англ.] (ум. 2015) — американский композитор и джазовый пианист
- 10 декабря — Юрий Темирканов (ум. 2023) — советский и российский дирижёр и музыкальный педагог
- 11 декабря — Маккой Тайнер (ум. 2020) — американский джазовый пианист
- 12 декабря — Конни Фрэнсис — американская певица
- 18 декабря — Чес Чендлер (ум. 1996) — британский музыкант, продюсер и менеджер, басист группы The Animals
- 20 декабря — Джон Харбисон[англ.] — американский композитор
- 21 декабря — Мира Кольцова (ум. 2022) — советская и российская танцовщица, балетмейстер, хореограф и балетный педагог
- 22 декабря — Владимир Губа (ум. 2020) — советский и украинский композитор
- 28 декабря — Чарльз Невилл[англ.] (ум. 2018) — американский музыкант, саксофонист группы The Neville Brothers

### Без точной даты
- Фанта Дамба[англ.] — малийская певица-гриот
- Гомбын Туэндэмбэрэл (ум. 1997) — монгольская актриса и певица

## Скончались

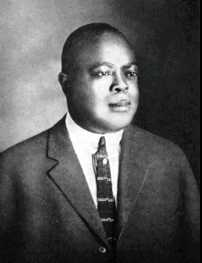
Кинг Оливер

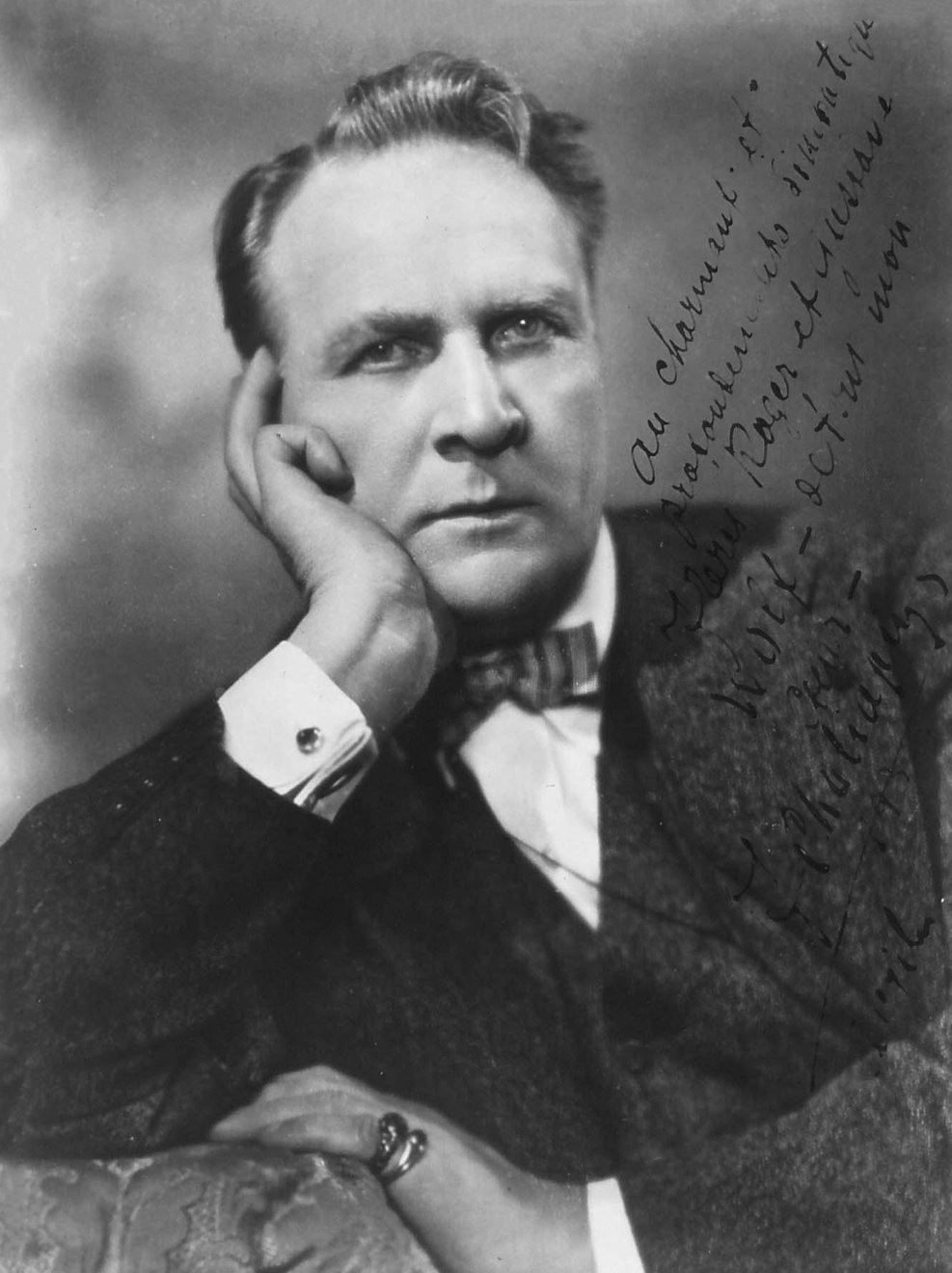
Фёдор Шаляпин

### Январь
- 3 января
  - Дмитрий Ахшарумов (73) — русский и советский композитор, дирижёр и скрипач
  - Артуро Берутти (76/80) — аргентинский композитор
- 8 января — Давид Гейгнер (39/40) — русский и советский пианист, композитор и дирижёр
- 13 января — Лев Вительс (36/37) — советский оперный певец (баритон) и артист оперетты
- 19 января — Роза Майредер (79) — австрийская писательница, художница и музыкант
- 20 января — Николай Жиляев (56) — русский композитор, пианист, музыкальный критик и педагог
- 21 января — Мэри Вурм (77) — британская и немецкая пианистка, композитор, дирижёр и музыкальный педагог
- 29 января — Карл Вент (77) — немецкий и американский скрипач, композитор и дирижёр

### Февраль
- 4 февраля
  - Григорий Гнесин (53) — русский и советский певец, актёр и писатель
  - Доминик Хекмес[люкс.] (59) — люксембургский композитор и музыкальный критик
- 10 февраля — Ричард Уайтинг (46) — американский композитор и поэт-песенник
- 26 февраля — Юкка Ахти (40) — финский и американский певец, автор песен и актёр
- 27 февраля — Джианни Беттини[англ.] (77/78) — итальянский изобретатель, создатель фонографов

### Март
- 2 марта — Бен Харни[англ.] (65) — американский композитор
- 12 марта — Лида Роберти (31) — американская актриса и певица польского происхождения
- 16 марта — Эрна Денера (56) — немецкая оперная и камерная певица (сопрано)
- 18 марта — Сирил Рутэм (62) — британский композитор, музыкальный педагог и органист
- 19 марта — Людвиг Вюльнер (79) — немецкий камерный и оперный певец (баритон, тенор), драматический актёр и мелодекламатор

### Апрель
- 2 апреля — Рейне Дэвис[англ.] (54) — американская актриса и певица
- 10 апреля — Кинг Оливер (52) — американский джазовый корнетист и дирижёр
- 11 апреля — Василий Верховинец (58) — советский украинский композитор, дирижёр и хореограф
- 12 апреля — Фёдор Шаляпин (65) — русский оперный и камерный певец (высокий бас)
- 18 апреля — Ричард Терри[англ.] (74) — британский органист, руководитель хора и музыковед

### Май
- 7 мая — Папа Чарли Джексон[англ.] (50) — американский блюзовый певец и гитарист
- 18 мая — Григорий Казаченко (80) — русский и советский композитор и музыкальный педагог
- 21 мая — Эрнст Вендель (62) — немецкий скрипач и дирижёр
- 25 мая — Артуро Врам (77/78) — итальянский музыкальный педагог

### Июнь
- 2 июня — Ганс фон Вольцоген (89) — немецкий музыкальный писатель и либреттист
- 26 июня — Джеймс Уэлдон Джонсон[англ.] (67) — американский писатель и поэт-песенник

### Июль
- 9 июля — Ойген Зандов (81) — немецкий виолончелист
- 10 июля — Газиз Альмухаметов (42) — советский башкирский и татарский певец и композитор
- 14 июля — Айзек Голдберг (50) — американский критик, музыковед, литературовед, журналист и переводчик
- 27 июля — Джеймс Торнтон[англ.] (76) — ирландский и американский автор песен и комедиант
- 28 июля — Аванес Иоаннесян (56/57) — советский дирижёр

### Август
- 6 августа — Генрих Варнке (67) — немецкий и американский виолончелист
- 14 августа — Лэндон Роналд (65) — британский дирижёр, пианист и композитор
- 16 августа — Роберт Джонсон (27) — американский блюзовый певец, гитарист и автор песен
- 17 августа — Ваге Рудольф Супратман (35) — индонезийский композитор и поэт, автор государственного гимна Индонезии
- 24 августа — Бруно Гейдрих (73) — немецкий оперный певец (тенор), композитор и музыкальный педагог
- 30 августа — Джеймс Скотт (53) — американский композитор и пианист

### Сентябрь
- 4 сентября — Оресте Канди (72) — итальянский скрипичный мастер
- 8 сентября — Агустин Магальди[исп.] (39) — аргентинский певец и композитор
- 13 сентября — Ситдик Айдаров (42) — татарский советский актёр и оперный певец (лирический баритон)
- 21 сентября — Хадди Джонсон (36/37) — американская пианистка
- 23 сентября — Аурелио Джорни (43) — американский пианист и композитор итальянского происхождения
- 28 сентября — Кон Конрад[англ.] (47) — американский автор песен и продюсер

### Октябрь
- 3 октября — Оскар Бёме[нем.] (68) — немецкий трубач и композитор
- 22 октября — Мэй Ирвин[англ.] (76) — американская певица и актриса
- 23 октября — Фред Барнс[англ.] (53) — британский певец
- 27 октября
  - Хадиджа Гаибова (45) — советская азербайджанская пианистка
  - Альма Глюк (54) — американская оперная певица (сопрано) румынского происхождения
- 28 октября — Александр Дзбановский (67/68) — украинский и советский композитор, музыковед, певец и музыкальный педагог

### Ноябрь
- 16 ноября — Эрнст Бёэ (57) — немецкий дирижёр и композитор
- 20 ноября — Жан Атанасиу (53) — румынский оперный певец (баритон)
- 21 ноября — Леопольд Годовский (68) — американский пианист и композитор

### Декабрь
- 6 декабря — Георгий Бакланов (57) ― русский и американский оперный певец (баритон)
- 9 декабря — Омар Арашев (40) — советский дагестанский певец и музыкант
- 10 декабря — Марио Пилати (35) — итальянский композитор и музыкальный педагог
- 13 декабря — Август Зиберт (82) — австрийский скрипач и дирижёр
- 14 декабря — Морис Эммануэль (76) — французский музыковед, музыкальный педагог, дирижёр и композитор
- 21 декабря — Джеймс Милтон Блэк[англ.] (82) — американский композитор

### Без точной даты
- Аристиде Анчески (71/72) — итальянский оперный певец (баритон)
- Николай Бернштейн (61/62) — русский и советский музыковед, музыкальный критик и историк
- Мария Горшенкова (80/81) — русская и советская балерина и балетный педагог
- Дженнет Далгат (52/53) — советский дагестанский композитор и музыкальный педагог
- Стефан Егизаров (72/73) — русский оперный певец (бас-баритон)
- Авраам Цви Идельсон (55/56) — еврейский композитор и музыковед
- Минни Эгенер (56/57) — американская оперная певица (меццо-сопрано)